# Liste der Althistoriker an der Albert-Ludwigs-Universität Freiburg
In der Liste der Althistoriker an der Albert-Ludwigs-Universität Freiburg werden alle Althistoriker aufgeführt, die am Althistorischen Seminar der Albert-Ludwigs-Universität Freiburg als Hochschullehrer tätig waren oder sind. Das umfasst im Allgemeinen ordentliche, außerplanmäßige, Gast- und Honorarprofessoren sowie Privatdozenten. In begründeten Ausnahmefällen können auch andere Dozenten aufgenommen werden.
Alte Geschichte wird seit 1889 eigenständig gelehrt, als auf Betreiben der Philosophischen Fakultät ein Lehrstuhl für Alte Geschichte eingerichtet wurde, der schon ein Jahr zuvor mit einem Außerordentlichen Professor besetzt worden war (Ernst Fabricius). 1962 wurde ein zweiter Lehrstuhl eingerichtet, dessen Beschreibung seit 1994 „Alte Geschichte und Historische Anthropologie“ lautet. 1966 wurde am Seminar eine eigenständige Abteilung für Provinzialrömische Archäologie eingerichtet (hier nicht mit eingearbeitet). Derzeit (2008) sind aufgrund der Abgänge beider Professoren beide Lehrstühle vakant und werden durch Vertretungen ausgefüllt.
Angegeben ist in der ersten Spalte der Name der Person und ihre Lebensdaten, in der zweiten Spalte wird der Eintritt in die Universität angegeben, in der dritten Spalte das Ausscheiden. Spalte vier nennt die höchste an der Albert-Ludwigs-Universität Freiburg erreichte Position. An anderen Universitäten kann der entsprechende Dozent eine noch weitergehende wissenschaftliche Karriere gemacht haben. Die nächste Spalte nennt Besonderheiten, den Werdegang oder andere Angaben in Bezug auf die Universität oder das Seminar. In der letzten Spalte werden Bilder der Dozenten gezeigt, was derzeit aufgrund der Bildrechte jedoch schwer ist.
| Wissenschaftler                         | von       | bis       | Funktionen                  | Bemerkungen | Bild |
| --------------------------------------- | --------- | --------- | --------------------------- | --- | ---- |
| Fabricius, Ernst (1857–1942)            | 1888      | 1926      | Ordinarius                  | 1888 Außerordentlicher Professor, 1889 erster Ordinarius; Epigraphiker, seit 1902 Leiter der Reichs-Limeskommission                                                                       |      |
| Kolbe, Walter (1876–1943)               | 1927      | 1943      | Ordinarius                  | Nachfolger Fabricius’; Epigraphiker |      |
| Schaefer, Hans (1906–1961)              | 1943      | 1944      | Professor                   | Lehrstuhlvertretung neben seinen Verpflichtungen als Professor in Heidelberg |      |
| Vogt, Joseph (1895–1986)                | 1944      | 1946      | Ordinarius                  | Nachfolger Kolbes |      |
| Walser, Gerold (1917–2000)              | 1946 1991 | 1953 ?    | Lehrbeauftragter            | Seit 1946 bis zu seiner Habilitation in Freiburg, danach in Basel bis zu seiner Emeritierung, anschließend ab 1991 wieder Lehrauftrag in Freiburg; 1997 Ehrendoktorwürde in Freiburg      |      |
| Stroheker, Karl (1914–1988)             | 1947      | 1948      | Professor                   | Lehrstuhlvertretung neben seinen Verpflichtungen als Professor in Tübingen |      |
| Hönn, Karl (1883–1956)                  | 1947      | 1956      | Honorarprofessor            | Altertumswissenschaftler und Publizist |      |
| Nesselhauf, Herbert (1909–1995)         | 1948      | 1966      | Ordinarius                  | Nachfolger Vogts; Schüler von Kolbe |      |
| Strasburger, Hermann (1909–1985)        | 1962      | 1978      | Ordinarius                  | Erster Inhaber des neugeschaffenen zweiten Lehrstuhls |      |
| Meier, Christian (* 1929)               | 1964      | 1966      | Privatdozent                | |      |
| Zoepffel, Renate (1934–2024)            | 1965      | 1997      | Außerplanmäßige Professorin | 1965 Wissenschaftliche Assistentin, 1977 Privatdozentin, 1981 Außerplanmäßige Professorin, 1997 Pensionierung                                                                             |      |
| Deißmann-Merten, Marieluise (1935–2011) | 1967      | 2000      | Akademische Rätin           | Zuständig u. a. für die Sammlung Antiker Münzen des Seminars. |      |
| Schmitthenner, Walter (1916–1997)       | 1967      | 1984      | Ordinarius                  | Nachfolger Nesselhaufs |      |
| Martin, Jochen (1936–2025)              | 1972 1980 | 1976 2002 | Ordinarius                  | Nachfolger Strasburgers; studierte unter anderem in Freiburg, promovierte hier 1965, 1972 bis 1976 Universitätsdozent, 1980 bis 2002 Ordinarius; Spezialist für Historische Anthropologie |      |
| Rosen, Klaus (* 1937)                   | 1974      | ?         | Privatdozent                | |      |
| Flaig, Egon (* 1949)                    | 1985      | 1991      | Privatdozent                | 1985 Wissenschaftlicher Assistent, 1990 Privatdozent |      |
| Günther, Linda-Marie (* 1952)           | ?         | 1991      | Privatdozentin              | Zunächst Assistentin, ab 1990 Privatdozentin |      |
| Gehrke, Hans-Joachim (* 1945)           | 1987      | 2008      | Ordinarius                  | Nachfolger Schmitthenners; 2008 Präsident des Deutschen Archäologischen Instituts |      |
| Wirbelauer, Eckhard (* 1962)            | 1991      | 2004      | Privatdozent                | 1991 Wissenschaftlicher Mitarbeiter, 1998 Hochschuldozent |      |
| Weber, Gregor (* 1961)                  | 1998      | 1999      | Vertretungsprofessor        | Lehrstuhlvertretung |      |
| Mann, Christian (* 1971)                | 1998      | 2010      | Privatdozent                | 1996 Wissenschaftlicher Angestellter, 1998 Wissenschaftlicher Assistent, 2005 Privatdozent                                                                                                |      |
| Winterling, Aloys (* 1956)              | 2002      | 2007      | Ordinarius                  | Nachfolger Martins |      |
| Bernett, Monika (* 1959)                | 2002      | 2010      | Lehrstuhlvertreterin        | Seit 2002 verschiedene Personenvertretungen in Freiburg; Lehrstuhlvertreterin auf dem zweiten Lehrstuhl                                                                                   |      |
| Sommer, Michael (* 1970)                | 2004      | 2011      | Privatdozent                | 2004 Lehrbeauftragter, 2005 Privatdozent |      |
| Möller, Astrid (* 1961)                 | 2004      |           | Außerplanmäßige Professorin | 2004 Hochschuldozentin, 2008–2010 Lehrstuhlvertreterin auf dem ersten Lehrstuhl, 2010 Akademische Rätin auf Lebenszeit und Außerplanmäßige Professorin, 2012 Akademische Oberrätin        |      |
| Piepenbrink, Karen (* 1969)             | 2008      | 2009      | Außerplanmäßige Professorin | Vertretung einer Hochschuldozentenstelle |      |
| Nadig, Peter (* 1959)                   | 2008      | 2009      | Privatdozent                | Lehrbeauftragter |      |
| Meyer-Zwiffelhoffer, Eckhard (* 1955)   | 2005      | 2008      | Privatdozent                | Lehrbeauftragter |      |
| Maier, Felix K. (* 1981)                | 2008      | 2022      | Privatdozent                | 2008 Wissenschaftlicher Mitarbeiter, 2011 Akademischer Rat, 2015 Privatdozent |      |
| Reden, Sitta von (* 1962)               | 2010      |           | W 3-Professorin             | Nachfolgerin Gehrkes |      |
| Eich, Peter (* 1970)                    | 2010      |           | W 3-Professor               | Nachfolger Winterlings |      |